# Glandularia gooddingii
Glandularia gooddingii là một loài thực vật có hoa trong họ Cỏ roi ngựa. Loài này được (Briq.) Solbrig mô tả khoa học đầu tiên năm 1959.